# Liste de chansons francophones dont le titre comporte le nom d'une ville
Vous pouvez aider à l'améliorer ou bien discuter des problèmes sur sa page de discussion.
- Il ne cite pas suffisamment ses sources. Vous pouvez indiquer les passages à sourcer avec {{référence nécessaire}} ou {{Référence souhaitée}}, et inclure les références utiles en les liant aux notes de bas de page. (Marqué depuis décembre 2018)

- Archive Wikiwix
- Bing
- Cairn
- DuckDuckGo
- E. Universalis
- Gallica
- Google
- G. Books
- G. News
- G. Scholar
- Persée
- Qwant
- (zh) Baidu
- (ru) Yandex
- (wd) trouver des œuvres sur Wikidata

Cet article présente une liste de chansons en français dont le titre comporte le nom d'une ville, classée par ordre alphabétique de ces noms de villes.

## A
- Abidjan, Côte d'Ivoire
  - Abidjan - Sapho
- Acapulco, Mexique
  - Acapulco - Luis Mariano
  - Acapulco gold - David McNeil
- Adélaïde, Australie
  - Adélaïde -  Jacques Debronckart (p. et m.) ; Isabelle Aubret ; Babord Amures ; Claude Besson ; Christian Camerlynck ; Les Frères Jacques (live) ; Yvette Giraud ; Françoise Kucheida ; Jean-Marie Vivier
- Agen, France
  - Je viens d'Agen - Laurent Gaultier[1]
- Ajaccio, France
  - Ajaccio - Tino Rossi[2]
- Alexandrie, Égypte
  - Alexandrie - Georges Moustaki
  - Alexandrie Alexandra - Claude François[3]
- Amiens, France
  - Amiens c'est aussi le tien - Les Fatals Picards
- Amos, Canada
  - Entre Amos et Amsterdam - Les Innocents
- Amsterdam, Pays-Bas
  - Amsterdam - Jacques Brel (p. et m.) ; Thierry Amiel ; Isabelle Aubret ; Barbara (live) ; Bïa ; Frida Boccara (live) ; Isabelle Boulay (live) ; Bruno Brel ; Christian Camerlynck ; Dynastie Crisis (live) ; Juliette Gréco ; Daniel Guichard (live) ; HK et Les Saltimbanks ; Simone Langlois ; Claude Le Roux ; Les Marins d'Iroise ; Komintern Sect ; Ute Lemper ; Mouron (live) ; Les Octaves ; Florent Pagny ; Axelle Red ; Marc Robine ; Catherine Ribeiro (live) ; Mireille Rivat ; Mort Shuman ; Francesca Solleville ; Michèle Torr ; Micheline van Hautem
  - Amsterdam - Vincent Baguian (p. Vincent Pambaguian, m. A. Pewzner)
  - Amsterdam - Plastic Bertrand
  - Amsterdam - Suzy Solidor
  - Amsterdam - David Alexandre Winter
  - Amsterdam - Jacques Yvart et Katrien Delavier (live)
  - Amsterdam-Rotterdam - Pia Colombo
  - À Amsterdam - Guy Béart
  - L'accordéon qui joue dans Amsterdam - Michel Boutet
  - Berlin, Amsterdam ou ailleurs - Eva
  - De Rotterdam à Amsterdam - Eddie Defacq
  - De Paris à Amsterdam - Michel Fontayne
  - Entre Amos et Amsterdam - Les Innocents
  - Bons baisers d'Amsterdam - Billy Ze Kick et les Gamins en folie
  - Bouquet d'Amsterdam - Gloria Lasso
  - D'Amsterdam à Calcutta - Pierre Létourneau
  - La Fille d'Amsterdam - Irène Deneuville
  - Ilôt Amsterdam - Parabellum
  - Les Oiseaux d'Amsterdam - Jacqueline Dulac
  - Partir à Amsterdam - Jacqueline Taïeb
  - Le père Noël ne va jamais à Amsterdam - Michel Ypar
  - La Polka d'Amsterdam - Anny Flore
  - Petit nuage sur Amsterdam - Maxime Le Forestier
  - Portrait d'Amsterdam - Bertrand Gosselin
  - Rue d'Amsterdam - Véronique Pestel
  - Sur la route d'Amsterdam - Oxmo Puccino
  - Les Vélos d'Amsterdam - Vincent Baguian
  - Vision d'Amsterdam - Graziella de Michele
- Angoulême, France
  - Rendez-vous en gare d'Angoulême - Jacques Higelin
- Anvers, Belgique
  - Anvers - Volo
  - Dans la ville d'Anvers - David McNeil
- Armentières, France
  - Mademoiselle from Armentières - Line Renaud
- Arras, France
  - Arras - Fernandel
  - Arras - Les Nordistes[4]
- Athènes, Grèce
  - Athènes, ma ville - Melina Mercouri
  - Ruiné comme Athènes - Soviet Suprem
- Aubusson, France
  - Aubusson - Les Wampas
- Aulnay-sous-Bois, France
  - Aulnay-sous-Bois - Vald
- Avignon, France
  - Il était un prince en Avignon - Esther Ofarim
  - Sur le pont d'Avignon - chanson traditionnelle
- Azincourt, France
  - Azincourt - Francis Cabrel

## B
- Babylone, Mésopotamie
  - "Babylone" - Catherine Lara
  - Babylone - Jean-Pierre Castelain
  - Babylone - Mass Hysteria
  - Babylone - Tryo
  - Babylone tu déconnes - Bill Deraime
  - Baby Alone in Babylone - Jane Birkin
  - Les Bars de Babylone - David McNeil
  - Femme de Babylone - Valérie Lagrange
- Baden-Baden, Allemagne
  - Baden-Baden - Peter Kröner
- Bagdad, Irak
  - Bagdad sous les bombes - Ludwig von 88
  - Je m'appelle Bagdad - Tina Arena
- Bamako, Mali
  - Beaux dimanches (Dimanche à Bamako) - Amadou et Mariam
- Bangkok, Thaïlande
  - De Shanghai à Bangkok - Barbara
- Barcelone, Espagne
  - Barcelone - Bertrand Belin
  - Barcelone - Jean-Patrick Capdevielle
  - Barcelone - Eva
  - Barcelone - Michel Jonasz
  - Barcelone - Jean Leloup
  - Barcelone - Graziella de Michele
  - Barcelone - Franck Monnet
  - Barcelone - Yves Simon
  - Barcelone - Francesca Solleville
  - Barcelone - Charles Trenet
  - Barcelone - Boris Vian ; Thomas Fersen
  - Barcelone 36 - Julien Clerc
  - Barcelone Barcelona - Clarisse Lavanant
  - Barcelone la nuit - Mama Béa
  - Barcelone un soir - Néry
  - La Barcelone - Juliette
  - À Barcelone - Robert Ripa
  - Alone à Barcelone - Emmanuelle Seigner
  - Bleu si bleu (Les enfants de Barcelone) - Claude Vinci
  - Les cigarières de Barcelone - Lily Fayol ; Tino Rossi
  - Complainte de Barcelone - Pierre Malar
  - De Barcelone à Bergame - Jean-Luc Lahaye
  - Entre Lyon et Barcelone - Nilda Fernández
  - La fête à Barcelone - André Dassary
  - Je n'ai plus de mots de Barcelone - Stéphane Mondino
  - Sous les tilleuls de Barcelone - Les Fatals Picards
- Belfast, Royaume-Uni
  - Belfast - Indochine
  - Belfast Mill - Renaud
- Belgrade, Serbie
  - Belgrade - Boulevard des Airs
  - Belgrade - Jean-Louis Murat
  - Septembre en attendant (Un jour à Belgrade) - Noir Désir
- Bénarès (Varanasi), Inde
  - À Bénarès - Julos Beaucarne
- Berlin, Allemagne
  - Berlin - Dagmar ; Christophe Willem
  - Berlin - Les Blaireaux
  - Berlin - Renan Luce
  - Berlin, Amsterdam ou ailleurs - Eva
  - Berlin des années 20 - Marie-Paule Belle
  - Berlin-Ouest - Danielle Messia
  - Berlin-Ouest - Marie-Blanche Vergne
  - L'Homme de Berlin - Francis Lai, Michèle Vendôme ; Édith Piaf
- Besançon, France
  - Besac - Aldebert
- Beyrouth, Liban
  - Beyrouth - Isabelle Aubret
  - Beyrouth - Enrico Macias
- Bilbao, Espagne
  - Bilbao - Ludwig von 88
  - La Chanson de Bilbao (adaptation de Bilbao Song, de Bertolt Brecht, Kurt Weill) - Boris Vian ; Yves Montand ; Catherine Sauvage
- Bouc-Bel-Air, France
  - Bouc-Bel-Air - Louis Chedid
- Boulogne-Billancourt, France
  - Le King de Boulogne - Zoxea
  - Boulbi - Booba
- Brasilia, Brésil
  - Rendez-vous à Brasilia, Charles Aznavour
- Bratislava, Slovaquie
  - À Bratislava - Alice Dona
- Brest, France
  - Brest - Christophe Miossec ; Nolwenn Leroy
  - Le Télégramme de Brest - Les Wampas
- Bristol, Royaume-Uni
  - Sarah, Bristol - Dominique A
- Bruges, Belgique
- Bruges - Pierre Selos
- Bruxelles, Belgique 
  - Bruxelles - Dick Annegarn (p & m) ; Alain Bashung ; Frida Boccara ; Calogero (live) ; Marc Morgan
  - Bruxelles - Bénabar
  - Bruxelles -  Bertrand Betsch
  - Bruxelles - Boulevard des Airs
  - Bruxelles - Jacques Brel (p & m) ; Jeff Bodart (version post-atomique) ; Bruno Brel (live) ; Annie Cordy ; Juliette Gréco (live) ; Kent ; Les Octaves ;
  - Bruxelles -  Michel Delpech
  - Bruxelles - Daniel Hélin
  - Bruxelles je t'aime - Angèle (chanteuse)
  - Bruxelles-tango (Le tango bruxellois) - Henri Génès
  - Bruxelles est un village - Claude Semal
  - Bruxelles (Printemps 1977) - Michel Rivard
  - Bruxelles Toulouse - Léopold Nord et Jean-Pierre Mader
  - Allez reviens Bruxelles - Élisa Point
  - Annie-Paris, Annie-Bruxelles - Annie Cordy
  - Elle est de Bruxelles - Philippe Clay
  - Les frites de Bruxelles - Edouardo
  - Paris-Bruxelles - David McNeil
  - Il pleut sur Bruxelles - Dalida
  - Polyglotte Bruxelles - Les Enfantastiques
  - Quitter Bruxelles over the rainbow - Najoua Belyzel
  - Si tu viens un jour à Bruxelles - Marc Aryan
  - Le solo de Bruxelles - Francis Bebey
- Buenos Aires, Argentine
  - Buenos Aires - Benjamin Biolay
  - L'Avion de Buenos Aires - Grand Jojo
  - Faubourg de Buenos Aires - Michel Bühler
  - Montparnasse - Buenos Aires - Bernard Lavilliers
  - Le piéton de Buenos-Aires - Bernard Lavilliers

## C
- Cabourg, France
  - La lune est rousse sur la baie de Cabourg - Jean-Louis Murat
  - J'aime pas l'amour - Olivia Ruiz
- Cadix, Espagne
  - La Belle de Cadix - Luis Mariano
- Le Caire, Égypte
  - Les Épices du souk du Caire - Bénabar
- Calexico, États-Unis
  - Viva Calexico - Jean-Louis Murat
- Canet-en-Roussillon, France
  - "Canet j'aime" - Jacques Philbert
- Cannes, France
  - Cannes - Barbara Carlotti
- Capri, Italie
  - Capri, c'est fini - Hervé Vilard
  - À Capri - Jen Roger
  - Capri-Aubervilliers - Irène Berthier
- Carcassonne, France
  - Carcassonne - Georges Brassens
  - Carcassonne - Michel Sardou
  - La Cité de Carcassonne - Charles Trenet
- Carouge, Suisse
  - Les Tramways de Carouge - Michel Berger
- Carpentras, France
  - Carpentras - Peter Kröner
- Casablanca, Maroc
  - Casablanca - Nicolas Peyrac
  - Casablanca - Alain Souchon
- Casteljaloux, France
  - Casteljaloux - Les Wampas
- Cavan, Irlande
  - La Fille de Cavan - Renaud
- Cayenne, France
  - Cayenne - Parabellum
- Cergy, France
  - Cergy - Anis
- Chandernagor, Inde
  - Chandernagor - Guy Béart ; Juliette Gréco
- Charleroi, Belgique
  - Charleroi - Bernard Lavilliers
- Châtenay-Malabry, France
  - Châtenay-Malabry - Vincent Delerm
- Châtillon-sur-Seine, France
  - Châtillon-sur-Seine - Damien Saez
- Cherbourg-Octeville, France
  - Cherbourg avait raison - Frida Boccara ; Michèle Arnaud
  - Les Parapluies de Cherbourg - Nana Mouskouri
- Chicago, États-Unis
  - Chicago - Frédéric François
  - Chicago, c'est fini - François Valéry
  - Chicago sur Seine - Les Compagnons de la chanson
- Concarneau, France
  - Concarneau - Guy Bontempelli ; Michèle Arnaud
- Compiègne, France
  - Compiègne - Marie-Paule Belle
- Constantine, Algérie
  - Constantine - Enrico Macias
- Copenhague, Danemark
  - Copenhague - Philippe Katerine
- Corbeil-Essonnes, France
  - Paris-Corbeil - Boulevard des Airs
- Corfou, Grèce
  - Roses blanches de Corfou - Tino Rossi ; Nana Mouskouri
- Courbevoie, France
  - So Far Away From Courbevoie - Gilbert Bécaud
- Courchevel, France
  - Courchevel - Florent Marchet
  - Cet hiver à Courchevel - Billy Nencioli
- Courseulles-sur-Mer, France
  - Courseulles-sur-Mer - Oldelaf
- Coutances, France
  - Coutances - Dick Annegarn

## D
- Deauville, France
  - Deauville sans Trintignant - Vincent Delerm
- Dijon, France
  - Dijon - Yves Jamait
  - Sur la route de Dijon - chanson traditionnelle
- Dunkerque, France
  - Dunkerque - Indochine
  - Dunkerque - Marc Lavoine

## E
- Édimbourg, Royaume-Uni
  - Édimbourg - Les Wampas
  - Il a neigé sur Édimbourg - Claude Barzotti
- El Paso, États-Unis
  - 8 jours à El Paso - Michel Sardou
- Étretat, France
  - Étretat - Pierre Bachelet
  - Étretat - Martine Clémenceau
  - L'Été à Étretat - Georgette Plana
  - Les Galets d'Étretat - Charles Aznavour
  - Un besoin d'Étretat - Thomas Verovski
- Évreux, France
  - Évreux -  Vincent Delerm

## F
- Fleury, France
  - La petite fille de Fleury - Yves Simon
- Florence, Italie
  - Florence - Daniel Lavoie et Bruno Pelletier (extrait de Notre-Dame de Paris)
- Fontenay-aux-Roses, France
  - Fontenay-aux-Roses - Maxime Le Forestier
- Fort-de-France, France
  - Bons baisers de Fort-de-France - La Compagnie créole
- Fortaleza, Brésil
  - Fortaleza - Bernard Lavilliers

## G
- Gargilesse-Dampierre, France
  - Gargilesse - Florent Marchet
- Genève, Suisse
  - Genève - William Sheller
  - Genève... ou bien - Marie Laforêt
- Göttingen, Allemagne
  - Göttingen - Barbara ; Patrick Bruel
- Grenade, Espagne
  - De Grenade à Séville - Dalida
- Grenoble, France
  - Pierre de Grenoble - Malicorne
  - Grenoble - Gribouille
- Grimaud, France
  - Grimaud - Laurent Voulzy

## H
- Hambourg, Allemagne
  - Hambourg - Édith Piaf
- Hanoï, Viêt Nam
  - Hanoï - La Grande Sophie
- Le Havre, France
  - Les Amoureux du Havre - Eddie Constantine
- Hénin-Beaumont, France
  - Hénin-Beaumont - Gauvain Sers
  - Hénin-Liétard - Henri Salvador ; Les Charlots
- Hiroshima, Japon
  - Hiroshima - Georges Moustaki
- Hollywood, États-Unis
  - Hollywood - David McNeil (p. et m.) ; Yves Montand
- Hong Kong, Chine
  - Hong Kong Star, France Gall
- Honolulu, États-Unis
  - Honolulu Lulu, David McNeil

## I
- Istanbul, Turquie
  - Istanbul - Dario Moreno
  - Istanbul - Marc Aryan
- Ivry-sur-Seine
  - Le P'tit Ivry - Allain Leprest

## J
- Jérusalem, Israël/Palestine
  - Jérusalem - Édith Piaf
  - Jérusalem en or Les Compagnons de la chanson
  - "Jérusalem" - Véronique Béliveau & Marc Gabriel
  - Lisboa Jérusalem - Igit
  - Noël à Jérusalem - Enrico Macias
  - Un mur à Jérusalem - Rika Zaraï
  - Yerushalaim (Jérusalem) - Charles Aznavour
- Joinville-le-Pont, France
  - À Joinville-le-Pont - Bourvil

## K
- Kaboul, Afghanistan
  - Manhattan-Kaboul - Renaud et Axelle Red
- Katmandou, Népal
  - Katmandou Express - Sttellla
- Kiev, Ukraine
  - Kiev - Vanessa Paradis
- Kingston, Jamaïque
  - Kingston - Bernard Lavilliers
  - Kingston Kingston - Lou & the Hollywood Bananas
- Knokke-Heist, Belgique
  - Knocke-le-Zoute tango - Jacques Brel

## L
- Lambézellec, France
  - Lambé an Dro - Matmatah
- Las Vegas, États-Unis
  - Ma Las Vegas parano - Merzhin
  - Las Vegas - Jok'Air
  - Johnny à Vegas] - Michel Delpech
  - Rencontre à Las Vegas - Christophe
- Latour-de-Carol, France
  - Monsieur le chef de gare de Latour-de-Carol - Brigitte Fontaine
- Lausanne, Suisse
  - Lausanne - Jean Villard
  - Entre Lausanne et Courgelay - Gustav
- Le Lavandou
  - Bienvenue au Lavandou - Dalida
- Levallois-Perret, France
  - Le Vénitien de Levallois - Dalida
- Liège, Belgique
  - Ami de Liège - Damien Saez
  - Il neige sur Liège - Jacques Brel
- Les Lilas, France
  - Le Poinçonneur des Lilas - Serge Gainsbourg
- Lille, France
  - Lille - Degadezoo
  - Allez Lille ! - Grand Jojo
  - ... Mais avec Lille - Les Blaireaux
- Lisbonne (Lisboa), Portugal
  - Lisbonne - Lilicub
  - Lisboa - Charles Aznavour
  - Lisboa Jérusalem - Igit
- Liverpool, Royaume-Uni
  - Liverpool - Patsy
  - L'Hiver au lit à Liverpool - Jacques Higelin
  - Manchester et Liverpool - Marie Laforêt
- Ljubljana, Slovénie
  - Ljubljana - Lescop
- Londres, Royaume-Uni
  - Dans la prison de Londres - Louise Forestier
  - Dans les brouillards de Londres - Thierry Hazard
  - Dans les rues de Londres - Mylène Farmer
  - La Fille de Londres - Germaine Montero ; Juliette Gréco
  - Tamisez Londres - Philippe Lafontaine
- Los Angeles, États-Unis
  - Los Angeles - Benjamin Biolay
  - Los Angeles - Lescop
  - Los Angeles 84 - Philippe de Dieuleveult
  - So Far Away From L.A. - Nicolas Peyrac
- Louviers, France
  - Sur la route de Louviers - chanson traditionnelle
- Lyon, France
  - Lyon presqu'île - Benjamin Biolay
  - Lyon La Vieille - Quamido Pirendo

## M
- Macao, Chine
  - Macao - Le Grand Orchestre du Splendid
- Madrid, Espagne
  - Madrid - Holden
  - Madrid Madrid - Nilda Fernández
  - Il neige sur Madrid - Nicolas Peyrac
- Manchester, Royaume-Uni
  - Manchester et Liverpool - Marie Laforêt
- Le Mans, France
  - Le Mans - Didier Wampas
- Marienbad, République tchèque
  - Marienbad - Barbara
- Marly-Gomont, France
  - Marly-Gomont - Kamini
- Marrakech, Maroc
  - Marrakech - Sapho
- Marseille, France
  - À Marseille - Michèle Arnaud ; Jacqueline Huet ; Mouloudji ; Claude Robin ; Madeleine Robinson
  - À Marseille un soir ! + Bonsoir, bonsoir, adieu Marseille - Alibert
  - Allez vaï Marseille ! - Charles Aznavour
  - Au soleil de Marseille ! - Ginette Garcin
  - Bad Boys de Marseille - Akhenaton
  - Belsunce breakdown - Bouga (rappeur)
  - C’est comme ça à Marseille - Franck Fernandel
  - Chanson de Marseille - Gérard Pierron
  - Il pleut sur Marseille - Didier Barbelivien ; Jacques Menichetti
  - Je suis Marseille - 13'Organisé
  - Le Marseillais - Abd al Malik (artiste)
  - Les Enfants de Marseille - Serge Kerval
  - Les Fantômes de Marseille - Jean Guidoni
  - Mademoiselle Marseille - Moussu T e lei Jovents
  - Marseille - Abd al Malik (artiste)
  - Marseille (Didier Barbelivien - Claude Morgan) - Ginni Gallan
  - Marseille - La Baronne
  - Marseille - Philippe Clay
  - Marseille - Léo Ferré
  - Marseille - Patrick Fiori
  - Marseille - Jean Guidoni
  - Marseille - Luce Dufault
  - Marseille 99 - Arthur H
  - Marseille city - Sat l'Artificier
  - Marseille d’autrefois - Isabelle Morelli
  - Marseille, je n’te reconnais plus - Franck Fernandel
  - Marseille la nuit - IAM
  - Marseille mon pays - Tino Rossi
  - Marseille quand tu dors - Jacques Bertin
  - Marseille sans bateau - Nicoletta
  - Marseille tombe - Warrior Kids
  - Mon Marseille à moi - Andrex
  - Le Mercenaire de Marseille - Richard Berry
  - Rencontre à Marseille - Leny Escudero
  - Soleil de Marseille - Sinclair
  - Sur le vieux port de Marseille - Jean-Paul Mauric
  - Tais-toi Marseille - Barbara ; Patachou ; Colette Renard
  - Te voilà, Marseille - Marc Ogeret
  - Le temps que j’arrive à Marseille - Claude François
  - Les Toits de Marseille - Isabelle Morelli
  - Tout ça c'est Marseille - Fernandel
- Martinville, Canada
  - Martinville - Allain Leprest
- Marvejols, France
  - La Folle de Marvejols - Didier Wampas
- Massy, France
  - Le Tango de Massy-Palaiseau - Renaud
- Maubeuge, France
  - Un clair de lune à Maubeuge - Bourvil ; Annie Cordy ; Pierre Perrin ; Fernand Raynaud ; Claude François
- Mayerling, Autriche
  - Mayerling - Juliette
- Melun, France
  - "Supplique pour être enterré dans la zone industrielle de Melun" - Joey Glüten
- Memphis, États-Unis
  - Memphis Tennessee - Danyel Gérard
  - Memphis est loin d'ici - Johnny Hallyday
  - Memphis USA -  Johnny Hallyday
  - Sur la route de Memphis - Eddy Mitchell ; Johnny Hallyday
- Metz, France
  - Le Buffet de la gare de Metz - Bernard Lavilliers
- Mexico, Mexique
  - Mexico - Rudy Hirigoyen ; Luis Mariano
- Milan, Italie
  - Gare de Milan - Vincent Delerm
- Monaco
  - Il faut naître à Monaco - Joe Dassin
- Montélimar, France
  - Montélimar - Georges Brassens
- Monterey, États-Unis
  - Monterey - Vincent Delerm
- Montfort-l'Amaury, France
  - Montfort-l'Amaury - Gérard Lenorman
- Montluçon, France
  - Montluçon - Mickey 3D
- Montpellier, France
  - Montpellier - Johnny Hallyday, Edouardo
- Montréal, Canada
  - Montréal - La Bande Magnétik
  - Montréal - Beau Dommage
  - Montréal - Éric Charden
  - Montréal - Angélique Duruisseau
  - Montréal - Franck Fernandel
  - Montréal - Les Jérolas
  - Montréal - Kent
  - Montréal - Dominique Michel
  - Montréal - Ariane Moffatt
  - Montreal - Of Montreal
  - Montréal - Paul Piché
  - Montréal - François Pérusse
  - Montréal - Gilles Rivard
  - Montréal - Jen Roger
  - Montréal - Tété
  - Montréal - Volo
  - Montréal - Les Wriggles
  - Montréal 4 AM - Cali
  - Montréal -40°C - Malajube
  - Montréal en ville - Pierre Létourneau
  - Montréal est une femme - Jean-Pierre Ferland
  - Montréal janvier toute première fois - Nicolas Peyrac
  - Montréal ma réalité - Jean-Pierre Bérubé
  - Montréal matin - Georges Dor
  - Montréal mauve - Richard Séguin
  - Montréal-Mirabel - Anne Vanderlove
  - Montréal la nuit - Tex Lecor
  - À Montréal - Pierre Dudan
  - À Montréal - Grand Corps Malade
  - À cheval dans Montréal - Willie Lamothe
  - L'Archipel de Montréal - Édith Butler
  - Aurore Montréal - Antoine
  - Les Bleus de Montréal - Salvatore Adamo
  - Le carnaval de Montréal - Les Jérolas
  - Chantons Montréal - Clémence DesRochers
  - De Montréal à Québec - Luis Mariano
  - De Montréal aux Fidji - Nicolas Peyrac
  - Demain matin, Montréal m'attend - Louise Forestier
  - De Montreux à Montréal - Valérie Lou
  - Entre Québec et Montréal - Alain Barrière ; Georges Dor
  - La fille de Montréal - William Sheller
  - Les filles de Montréal - Thomas Hellman
  - Le freak de Montréal - Lucien Francoeur
  - Hier à Montréal - Claude Dubois
  - Hymne à Montréal (Ville-Marie) - Éric Lapointe
  - Je reviendrai à Montréal - Robert Charlebois ; La Bande Magnétik
  - Le mal de Montréal - Lucien Francoeur
  - Moi, je suis né à Montréal - Raymond Lévesque
  - Le monde a rendez-vous à Montréal - Les Classels
  - Nuits de Montréal - Andrex
  - Les nuits de Montréal - Jacques Normand
  - L'orignal de Montréal - Mannick
  - Paris-Montréal - Les Cowboys fringants
  - Paris Montréal boogie - La Souris déglinguée
  - Perdu dans Montréal - Ginette Reno
  - Quand tu reviendras à Montréal ou/et ? Montréal - Pierre Lalonde
  - Québec-Montréal - Gilles Vigneault
  - Rendez-vous à Montréal - Marc Gélinas
  - Revoir Montréal - Didier Barbelivien
  - Rock'n'reel de Montréal - Catherine Lara
  - Seule à Montréal - Marie-Mai
  - Shake It Montréal - Nicolas Jules
  - Si j'appelle Montréal - Claude Léveillée
  - Sous le ciel de Montréal - Margot Lefebvre
  - Sous les étoiles à Montréal - Arthur H
  - Souvenir de Montréal - Michel Louvain
  - Spleen et Montréal - Loco Locass
  - Une lune au ciel de Montréal - Louise Forestier
  - Le vieux Montréal - Bruno Brel
- Mont-Saint-Aignan, France
  - Mont-Saint-Aignan - Allain Leprest
- Moscou, Russie
  - À Moscou - Karine, Rebecca et Eddie Defacq
  - Moscou (Je suis né un dimanche) - Les Blaireaux
- Munich, Allemagne
  - Oberbayern de Munich - Sttellla
- Mycènes, Grèce
  - Ceux de Mycènes - Jean-Louis Murat
- Mykonos, Grèce
  - Il a neigé sur Mykonos - Mireille Mathieu

## N
- Nagasaki, Japon
- Nagasaki ne profite jamais - Sttellla
- Nancy, France
  - Nancy - Oldelaf
- Nantes, France
  - Nantes - Barbara ; Patrick Bruel
  - Nantes - Renan Luce
  - Nantes - Beirut
  - Dans les prisons de Nantes - chanson traditionnelle française du XVIIe siècle[5]
  - Jean-François de Nantes - chanson paillarde
  - Sur le pont de Nantes - chanson traditionnelle
- Naples (Napoli), Italie
  - Naples au baiser de feu - Tino Rossi
  - À Naples il y a peu d'endroits pour s'asseoir - Vincent Delerm
  - C'est un jour à Naples - Dalida
  - Napoli - Michèle Arnaud
- Narbonne, France
  - Narbonne, mon amie - Charles Trenet
  - Narbonne-Plage - Florent Marchet
  - La Petite Valse de Narbonne-Plage - Olivia Ruiz
- Nashville, États-Unis
  - Ma valise pour Nashville - Dorothée
  - Nashville Blues - Johnny Hallyday
  - Nashville ou Belleville - Eddy Mitchell
- Neuilly-sur-Seine, France
  - Auteuil, Neuilly, Passy - Les Inconnus
- Nevers, France
  - Nevers était si bleu - Les Wampas
- La Nouvelle-Orléans (New Orleans), États-Unis
  - New Orleans - Ludwig von 88
  - À New Orleans - Johnny Hallyday
  - Orléans la Nouvelle - Serge Kerval
- New York, États-Unis
  - New York - Jean-Michel Caradec
  - New York - Pierre Rapsat
  - New York 31 - Michel Legrand
  - New York avec toi - Téléphone
  - New York juillet - Bernard Lavilliers
  - New York, New York - Mireille Mathieu
  - New York USA - Serge Gainsbourg
  - Il est six heures ici et midi à New York - Léo Ferré
  - J'ai rêvé New York - Yves Simon
  - Paris-New York, N.Y-Paris - Jacques Higelin
  - Je voudrais voir New York - Daniel Lavoie
- Nice, France
  - Nice, baie des Anges - Dick Rivers
  - Very Nice - Claude Nougaro
- Nogent-sur-Marne, France
  - Nogent-sur-Marne - Dick Annegarn
  - De Nogent jusqu'à la mer - Jean Ferrat

## O
- Odessa, Ukraine
  - Odessa - Almée
  - Odessa, Odyssée - Keren Ann
  - Odessa - Sylvie Vartan
- Oran, Algérie
  - Oran - Alain Chamfort
  - Oran-Marseille - Khaled feat. IAM
- Orange, France
  - Le Prince d'Orange - Malicorne
- Orléans, France
  - Orléans - Liliane Riboni
  - Orléans 1969 - Claude Fonfrède et Jacqueline Pons
  - À Orléans on aime le cinéma - Patrick Ferrer
  - La Demoiselle d'Orléans - Mireille Mathieu
  - Yaourt au vinaigre d'Orléans - Marcel Kanche
- Orly, France
  - Orly - Jacques Brel (p. et m.) ; Pierre Bachelet ; Florent Pagny ; Laurence Revey (live)> ; Anne Sylvestre
  - Orly - Serge Rezvani (p. et m.) ; Jean Arnulf
  - Orly - Liliane Riboni
  - Orly-bar - Jean-Roger Caussimon
  - C'est à Orly - Frédéric François
  - Dimanche à Orly - Gilbert Bécaud (p. et m.) ; Renan Luce
  - Escale à Orly (Brève rencontre) - Patachou
  - Minuit Orly (p. et m. Serge Rezvani) - Jeanne Moreau ; Helena Noguerra
- Osaka, Japon
  - D'Osaka à Tokyo - Allain Leprest
- Ostende, Belgique
  - À Ostende - Alain Bashung
  - Comme à Ostende - Jean-Roger Caussimon ; Léo Ferré
- Ouagadougou, Burkina Faso
  - Viva Ouagadougou - Alain Barrière
  - Le petit gars de Ouaga - André Borbé

## P
- Palaiseau, France
  - Le Tango de Massy-Palaiseau - Renaud
- Pantin, France
  - Pantin - Barbara ; Patrick Bruel
  - Jean-Marie de Pantin - Maurice Fanon
  - De Pantin à Pékin - Juliette Gréco ; Michèle Arnaud
- Paris, France
  - Voir l'article détaillé
- Peille, France
  - Peille - Léo Ferré
- Périgueux, France
  - Périgueux-le-Vieux - Joan-Pau Verdier
- Perpignan, France
  - À la gare de Perpignan - Charles Trenet
  - Y a pas de métro à Perpignan - Charlotte Julian
- Pise, Italie
  - Pise - Zazie
- Pondichéry, Inde
  - Pondichéry - Renaud
- Pontoise, France
  - Dernier train pour Pontoise - Les Wampas
- Portbail, France
  - Portbail - Alain Souchon
- Portofino, Italie
  - Love in Portofino - Dalida
- Porto-Vecchio, France
  - Porto-Vecchio - Do Vissinga
  - Porto-Vecchio - Julien Doré
- Portsall, France
  - Portsall - Jean-Michel Caradec
- Portsmouth, Royaume-Uni
  - Portsmouth - Françoiz Breut
- Prague, Tchéquie
  - Prague - Rika Zaraï
  - Au Chili comme à Prague - Serge Lama

## Q
- Québec, Canada
  - Hymne à Québec - Loco Locass
  - Jouez Québec - Robert Charlebois

## R
- Reims, France
  - Reims - Louis Garrel (extrait de la bande-annonce du film Les Bien-aimés)
- Rennes, France - Bretagne
  - Rennes tu m'entraînes - Jean Waterkeyn dit J.DAN'
- Réquista, France
  - Nadalet de Réquista - chanson traditionnelle occitane
- Rimini, Italie
  - Rimini - Les Wampas
- Rio de Janeiro, Brésil
  - Rio de janvier - Gold
  - Rio do Brasil - Dalida
  - L'Incendie à Rio - Sacha Distel
  - Je vais à Rio - Claude François
  - Nuits blanches à Rio - Michel Sardou
  - Si tu vas à Rio - Les Compagnons de la chanson et Dario Moreno
- Rocamadour, France
  - Rock Amadour - Gérard Blanchard
- La Rochelle, France
  - Novembre à La Rochelle - Sylvie Vartan
- Roissy-en-France, France
  - Roissy - Florent Marchet et Jane Birkin
- Rome (Roma), Italie
  - Rome - Patrick Bruel
  - Rome - Solann
  - Roma - Déportivo
  - Danser à Rome - Renaud
  - Dans les rues de Rome - Dany Brillant
  - Les Routes de Rome - Michel Sardou
  - Va dire à Rome - Jérôme Collet, extrait du spectacle musical Spartacus le gladiateur
  - Week-end à Rome - Étienne Daho
- Rotterdam, Pays-Bas
  - Rotterdam - Léo Ferré
  - Rotterdam - Pascal Danel
  - Amsterdam-Rotterdam - Pia Colombo
  - De Rotterdam à Amsterdam - Eddie Defacq
- Rouen, France
  - La Seine et Rouen - Guy Bontempelli
  - Bienvenue à Rouen - Andrei 
  - Rouen - Vincent Delerm
- Royan, France
  - Royan - Frànçois and The Atlas Mountains

## S
- Saïgon (actuellemement Hô Chi Minh-Ville), Viêt Nam
  - Saïgon Indochine - Philippe Chatel
  - Saïgon - La Souris déglinguée
  - Paris Saïgon - Molodoï
- Saint-Denis, France
  - Saint-Denis - Grand Corps Malade
- Saint-Étienne, France
  - Saint-Étienne - Bernard Lavilliers
- Saint-Jean-du-Doigt, France
  - Saint-Jean-du-Doigt - Thomas Fersen
- Saint-Jean-du-Gard, France
  - Du côté de Saint-Jean-du-Gard - Anne Vanderlove
- Saint-Malo, France
  - À Saint-Malo, beau port de mer, - chanson folklorique[6]
  - Jean-Marie de Saint-Malo - Colette Renard
  - Les Tours de Saint-Malo - Anne Vanderlove
- Saint-Paul-de-Vence, France
  - Saint-Paul-de-Vence - Yves Montand
- Saint-Pétersbourg, Russie
  - Pétersbourg - Bénabar
  - Saint-Pétersbourg - Desireless
  - Saint-Pétersbourg - Damien Saez
- Saint-Tropez, France
  - Douliou-douliou Saint-Tropez - Geneviève Grad, du film Le Gendarme de Saint-Tropez
  - Marrakech Saint-Tropez - L'Algérino et Florin Salam
  - Saint-Tropez (Trop aisé) - La Caravane Passe
  - Twist à Saint-Tropez - Les Chats sauvages
- San Antonio, États-Unis
  - San Antonio Blues - Les Wampas
- San Francisco, États-Unis
  - San Francisco - Frédéric François
  - San Francisco - Les Compagnons de la chanson
  - San Francisco - Johnny Hallyday
  - San Francisco - Maxime Le Forestier
  - San Francisco - Alexandre Poulin
  - San Francisco, l'année dernière - Gérard Manuel
- Santiago de Cuba, Cuba
  - À Santiago - Jean Ferrat
- São Paulo, Brésil
  - São Paolo - La Rue Ketanou
- Sarcelles, France
  - Le Playboy de Sarcelles - Stomy Bugsy
- Saumur, France
  - Saumur - Trust
- Schengen, Luxembourg
  - Schengen - Raphael
- Sète, France
  - Supplique pour être enterré à la plage de Sète - Georges Brassens
- Seveso, Italie
  - Seveso - Luke
- Séville, Espagne
  - De Grenade à Séville - Dalida
  - Miracle à Séville - Juliette Gréco
  - Près des remparts de Séville - air de l'opéra Carmen de Georges Bizet, Henri Meilhac, Ludovic Halévy
- Shanghai, Chine
  - Shanghai - Indochine
  - De Shanghai à Bangkok - Barbara
- Shannon, Irlande
  - La Fille de Shannon, France Gall
- Sherbrooke, Canada
  - La Footballeuse de Sherbrooke - Mickey 3D
- Singapour, (Rep. Singapour)
  - "Les petites rues de Singapour", Lou & the Hollywood Bananas
- Sidi-Fredj (Sidi Ferouch), Algérie
  - Sidi Ferouch, Alain Souchon
- Sousse, Tunisie
  - Hier à Sousse - Alain Bashung
- Spézet, France
  - Les Ravers de Spézet - Les Wampas
- Steffisburg, Suisse
  - Le Männerchor de Steffisburg] - Jean Villard
- Stockholm, Suède
  - Stockholm - Jean-Louis Aubert
  - Stockholm - Oldelaf
- Strasbourg, France
  - Paris-Strasbourg - Laurent Voulzy
  - Un dimanche à Strasbourg - Les Wampas
- Syracuse, Italie
  - Syracuse - Henri Salvador ; Calogero

## T
- Taormine (Taormina), Italie
  - Taormina, Jean-Louis Murat
- Tarbes (Tarbes), France
  - Tarbes - Agnès Gayraud
- Tarifa, Espagne
  - Tarifa - Françoiz Breut
- Tanger, Maroc
  - Un automne à Tanger - Hubert-Félix Thiéfaine
- Tchernobyl, Ukraine
  - Retour à Tchernobyl - Neuville
- Tolède, Espagne
  - L'arlequin de Tolède - Les Compagnons de la chanson
- Tokyo, Japon
  - À Tokyo - Grand Jojo
  - Chaise à Tokyo - Benjamin Biolay
  - Les Belges à Tokyo - Grand Jojo
  - Tokyo, la nuit - Lescop
- Tombouctou, Niger
  - Tombouctou - Alain Chamfort
  - Tombouctou - Sylvain Lelièvre
- Toronto, Canada
  - Balade à Toronto - Jean Leloup
  - Lettre de Toronto - Sylvain Lelièvre
- Torremolinos, Espagne
  - Torremolinos - Sttellla
- Toulon, France
  - Toulon - Babord Amures
  - Toulon - Jean Guidoni
  - À Toulon - Andrex ; Josy Andrieu ; Claude Robin ; Maria de Rossi
  - Les Marins de Toulon - Maurice Fanon
- Toulouse, France 
  - Toulouse - Bigflo et Oli
  - Toulouse - Mike Shannon
  - Toulouse - Les Wampas
  - Toulouse - Zebda (p. Magyd Cherfi et m. Zebda)
  - Toulouse est sarrazine - Fabulous Trobadors
  - Toulouse to win - Claude Nougaro
  - L'Adieu (Toulouse) - Bruno Brel
  - Bienvenue à Toulouse - Bombes 2 Bal
  - Monsieur de Toulouse - Images
  - Ô Toulouse (ou) Toulouse - Claude Nougaro (p. et m.) ; Nicole Croisille ; Serge Lama ; Maurane ; Karim Kacel ; Patrick Sébastien
- Le Touquet-Paris-Plage, France
  - Le Touquet juillet 1925 - Hubert-Félix Thiéfaine
- Tournai, Belgique
  - Ce fléau natif de Tournai - Julos Beaucarne
- Le Tréport, France
  - Le Tréport - Allan Vermeer
  - Terminus Le Tréport - Bertrand Belin
- Troyes, France
  - La gare de Troyes - Ange
- Tunis, Tunisie
  - Tunis - Barbara Carlotti (p. et m.)
  - Tunis - Holden (p. et m. Mocke et A. Pioline)
  - Tunis 2011 - Michel Bühler

## V
- Vaison-la-Romaine, France
  - Vaison-la-Romaine - Jean-Louis Murat
- Valence (Valencia), Espagne
  - Valencia - Mistinguett
  - Valencia - Le Grand Jojo
- Valparaíso, Chili
  - Valparaíso - Dominique A
- Vancouver, Canada
  - Vancouver - Véronique Sanson
- Vannes, France
  - À Vannes - Françoise Hardy
- Varsovie, Pologne
  - Varsovie - Damien Saez
  - Varsovie - Marie-Christine Maillard
  - Ceux de Varsovie - Jacqueline Dulac
  - Dans Varsovie - Claude Vinci
  - Neige à Varsovie - Damien Saez
  - Le Pianiste de Varsovie - Gilbert Bécaud
  - Les Remparts de Varsovie - Jacques Brel
- Vendôme, France 
  - Le Carillon de Vendôme - chanson traditionnelle
  - Vendôme - Grenades
- Venise, Italie
  - Venise - Yves Duteil ; Daniel Seff ; Gérard Vincent ; Nicolas Peyrac ; Clarika ; Claude Nougaro
  - Adieu Venise provençale - Alibert (en référence à la ville française de Martigues)
  - Avec toi c'est Venise - Karen Cheryl
  - De Venise à Capri - Frédéric François
  - Elle voulait qu'on l'appelle Venise - Julien Clerc
  - L'invitation à Venise - Nilda Fernández
  - La Chanson de Venise - Nicole Louvier
  - Les Gondoles à Venise - Sheila et Ringo
  - Mort à Venise - Jean Guidoni
  - Que c'est triste Venise - Charles Aznavour et Les Compagnons de la chanson
  - Venise n'est pas en Italie - Serge Reggiani
  - Venise pour l'éternité - Hervé Vilard
  - Venise va mourir - Frida Boccara
  - Veunise... - Henri Salvador
- Verdun, France
  - Verdun - Michel Sardou
- Vérone, Italie
  - Vérone - Frédéric Charter (extrait de Roméo et Juliette, de la haine à l'amour)
  - Les Amants de Vérone - Isabelle Aubret
  - Nous irons à Vérone - Charles Aznavour
- Versailles, France
  - Versailles - Raphael
- Vesoul, France
  - Vesoul - Jacques Brel
  - Vesoul ? - Joey Glüten
- Viborg, Danemark
  - Viborg - Julien Doré
- Vienne, Autriche
  - Vienne - Barbara ; William Sheller ; Patrick Bruel
  - Beau soir de Vienne - Élyane Célis
  - Jardin de Vienne - Mylène Farmer
  - Les Valses de Vienne - François Feldman
  - Vieux Vienne - Claude Nougaro
- Vierzon, France
  - Vierzon - Yves Jamait
- Villeurbanne, France
  - Un Norauto à Villeurbanne - Joey Glüten
- Vincennes, France
  - Le Zoo de Vincennes - Bénabar

## W
- Washington, États-Unis
  - Une bombe sur Washington - Les Wampas
- Waterloo, Belgique
  - Waterloo - ABBA, créée en anglais et que le groupe a ensuite enregistrée en français
  - Waterloo - Jean-Louis Murat
  - Waterloo - Zazie
- Wellington, Nouvelle-Zélande
  - Paris-Wellington - Valérie Lagrange

## Y
- Yvetot, France
  - La Pharmacienne d'Yvetot - Jean-Louis Murat

## Z
- Zanzibar, Tanzanie
  - Zanzibar - Juliette Gréco ; Au Bonheur des dames